# Monaster Trójcy Świętej w Dompierre
Monaster Trójcy Świętej – męski monaster w Dompierre, w eparchii chersoneskiej Rosyjskiego Kościoła Prawosławnego. Pierwszy i jedyny klasztor prawosławny na terytorium Szwajcarii, powstały w 1995. 
Twórcą wspólnoty monastycznej był biskup zuryski Serafin (Rodionow). Monaster mieści się w budynku mieszkalnym zaadaptowanym dla potrzeb życia mniszego. W 2001 została poświęcona znajdująca się przy nim cerkiew z wykonanym rok wcześniej ikonostasem, dziełem ikonopisarki Heleny Chachmatowej i rzeźbiarza Sergiusza Besarabskiego. 
Obecnie przełożonym monasteru jest archimandryta Martin (de Caflisch). Poza nim w klasztorze przebywa czterech mnichów. W cerkwi monasterskiej odprawiane są otwarte nabożeństwa w językach cerkiewnosłowiańskim oraz francuskim.